# 동창생 (드라마)
《동창생》은 KBS 2TV에서 2001년 11월 25일에 방영된 드라마시티이다.